# راستافاری

راستافاری‌ها اغلب پرچم سلطنتی اتیوپی را که در دوران سلطنت هایله سلاسی استفاده می‌شد، به‌کار می‌برند. این پرچم، شیر یهودا، نماد سلطنت اتیوپی، را با رنگ‌های قرمز، زرد و سبز ترکیب می‌کند.

راستافاری یک دین ابراهیمی است که در دههٔ ۱۹۳۰ در جامائیکا شکل گرفت. این دین از سوی پژوهشگران دین هم به‌عنوان یک جنبش‌ نوپدید دینی و هم یک جنبش اجتماعی طبقه‌بندی می‌شود. هیچ مرجع مرکزی‌ای بر این جنبش کنترل ندارد و میان پیروان آن، که با نام‌های راستافاری، راستافاریان یا راستاها شناخته می‌شوند، تنوع زیادی وجود دارد.
اعتقادات راستافاری بر پایهٔ تفسیری از کتاب مقدس استوار است. در مرکز این دین، باور یکتاپرستانه به یک خدا به نام یاه قرار دارد که به‌صورت جزئی در هر فرد حضور دارد. راستاها هایله سلاسی، امپراتور اتیوپی بین سال‌های ۱۹۳۰ تا ۱۹۷۴، را به گونه‌های مختلف به‌عنوان ظهور دوبارهٔ عیسی، تجلی یاه یا یک پیامبر انسانی در نظر می‌گیرند. راستافاری آفریقامحور است و توجه خود را به پراکندگی آفریقایی‌ها معطوف می‌کند، که به باور آن‌ها در جامعهٔ غربی یا «بابِل» تحت ستم قرار دارد. بسیاری از راستاها خواهان بازگشت این پراکندگی به آفریقا هستند، قاره‌ای که آن را سرزمین موعود یا «صهیون» می‌دانند. راستاها به اعمال خود اصطلاح «لیویتی» را اطلاق می‌کنند که شامل رعایت رژیم غذایی ایتال، داشتن موهای دِرِدلاک و پیروی از نقش‌های جنسیتی پدرسالارانه است. گردهمایی‌های جمعی با نام «گراندیشن» شناخته می‌شوند و شامل موسیقی، سرودخوانی، بحث و مصرف شاهدانه است که به‌عنوان یک هفت‌آیین با ویژگی‌های سودمند تلقی می‌شود.
راستافاری در میان جوامع آفریقایی‌تبار جامائیکایی فقیر و محروم در دههٔ ۱۹۳۰ در جامائیکا پدید آمد. ایدئولوژی آفریقامحور آن عمدتاً واکنشی به فرهنگ استعماری بریتانیایی غالب آن زمان در جامائیکا بود. این جنبش تحت تأثیر جنبش اتیوپی‌گرایی و جنبش بازگشت به آفریقا که از سوی چهره‌های ملی‌گرای سیاه‌پوست مانند مارکوس گاروی ترویج می‌شد، شکل گرفت. این دین پس از آن رشد کرد که چندین کشیش مسیحی پروتستان، به‌ویژه لئونارد هوول، اعلام کردند که تاج‌گذاری هایله سلاسی در سال ۱۹۳۰ تحقق یک پیشگویی کتاب مقدسی است. تا دههٔ ۱۹۵۰، موضع ضدفرهنگی راستافاری آن را در تقابل با جامعهٔ گسترده‌تر جامائیکا قرار داد و منجر به درگیری‌های خشونت‌آمیز با نیروهای پلیس شد. راستافاریان اولیه اغلب برتری سیاهان را به‌عنوان شکلی از مقاومت در برابر برتری سفیدپوستان ترویج می‌کردند، اما از دههٔ ۱۹۷۰ این باور کمتر رایج شد. در دهه‌های ۱۹۶۰ و ۱۹۷۰، این جنبش در جامائیکا مقبولیت بیشتری یافت و از طریق محبوبیت موسیقی‌دانان رگی راستافاری، به‌ویژه باب مارلی، شهرت جهانی پیدا کرد. در دههٔ ۱۹۸۰، پس از درگذشت هایله سلاسی و مارلی، اشتیاق به راستافاری کاهش یافت، اما این جنبش همچنان پابرجا ماند و در نقاط مختلف جهان حضور دارد.
جنبش راستافاری غیرمتمرکز است و عمدتاً بر اساس فرقه‌های مختلف سازمان یافته است. چندین مکتب در این جنبش وجود دارد که مهم‌ترین آن‌ها عبارتند از نایابینگی، بُبو اَشانتی و دوازده قبیلهٔ اسرائیل که هر یک تفاسیر متفاوتی از اعتقادات راستافاری ارائه می‌دهند. تخمین زده می‌شود که بین ۷۰۰٬۰۰۰ تا یک میلیون راستافاری در سراسر جهان وجود داشته باشد. بیشترین جمعیت آن‌ها در جامائیکا است، هرچند جوامع کوچکی از آن‌ها در اغلب مراکز پرجمعیت جهان یافت می‌شوند. بیشتر راستافاریان از تبار آفریقایی هستند و برخی گروه‌ها تنها اعضای سیاه‌پوست را می‌پذیرند، اما گروه‌های غیرآفریقایی نیز شکل گرفته‌اند.